# 朝田村 (大分県)
朝田村（あさだむら）は、大分県西国東郡にあった村。現在の杵築市の一部にあたる。

## 地理
- 山岳：横岳山、高熊山、田原山[2]

## 歴史
- 1889年（明治22年）4月1日、町村制の施行により、西国東郡俣水村、波多方村、白木原村が合併して村制施行し、朝田村が発足[1][2]。旧村名を継承した俣水、波多方、白木原の3大字を編成[2]。
- 1954年（昭和29年）10月1日、西国東郡田原村と合併し大田村を新設して廃止された[1][2]。

## 産業
- 農業[2]